# Ivan Ivanić
Ivan Ivanić (Bačko Gradište, Bečej, Austrougarska, 24. april 1867 — Beograd, Kraljevina Jugoslavija, 31. januar 1935) bio je srpski diplomata i autor brojnih radova o etničkim grupama u Srbiji i na Balkanu. Pisao je i putopise u kojima je opisivao svoja putovanja po regionu Stare Srbije, naročito Kosovu, Metohiji i Albaniji.

## Poreklo
Njegovi su starinom iz Srbobrana, gde su doselili u vreme seobe sa Arsenijem Crnojevićem.

## Karijera
Svoju diplomatsku karijeru je počeo kao sekretar u konzulatu Kraljevine Srbije u Prištini. Kasnije je postao zamenik konzula pa konzul u Prištini i Skoplju (Kosovski vilajet). Kasnije je imenovan na poziciju konzula u Bitolju (tada Bitoljski vilajet).
Učestvovao je i u javnim i u tajnim aktivnostima kojima je Kraljevina Srbija pomagala ustanke u Makedoniji usmerene protiv Osmanskog Carstva. Svoju suprugu, Delfu, upoznao je u Skoplju u kojem je bila učiteljica u periodu između 1900. i 1903. godine. Ona je bila jedan od osnivača Kola srpskih sestara, organizacije čije osnivanje su predložili Ivan Ivanić i Branislav Nušić. Nisu imali dece a njihova usvojena ćerka se zvala Ivanka. Ivanka je po navodima Delfe Ivanić, bila Ivanova kćerka iz prvog braka, a imala je 4 godine kada su Ivan i Delfa stupili u brak.
Ivanić je 1904. godine bio sekretar poslanstva Srbije u Carigradu. On i njegova supruga Delfa izabrani su tada jednoglasno za članove "Društva književnosti i nauke" u Carigradu. Njihovo članstvo je podrazumevalo da uzimaju učešća na društvenim sednica kada su mogli da govore o književnim i naučnim temama.
Ivan Ivanić je 29. novembra 1912. postavljen na poziciju prvog guvernera Dračkog Okruga a njegova žena Delfa je vodila bolnicu u Draču.
Ivanić se bavio i izdavanjem brojnih časopisa na srpskom jeziku. U aprilu 1887. postao je urednik časopisa „Sremac“. Ivanić je bio jedan od dvojice (sa Milojkom Veselinovićem) urednika prvih godišta kalendara „Vardar“." Takođe je izdavao i časopis „Golub“ koji je 1905. godine objavljivan u Istanbulu i namenjen Srbima koji su živeli u Osmanskom Carstvu. U dva navrata uređivao je i Carigradski glasnik.
Ivanić je u svojim radovima o Kosovu, Makedoniji i Srpskoj Pravoslavnoj Crkvi iznosio svoja lična zapažanja koja su bila ocenjivana na različite načine od kasnijih istraživača. Georgije Letić mu je bio bratić, njihove majke su bile rođene sestre.
Kula Nebojša je po porodičnom predanju njihova. Imao je buran nacionalni i politički život u Ugarskoj i Srbiji. Bio je 32 puta zatvaran a jednu godinu je bio konfiniran u mestu rođenja. U emrigraciji je bio dva puta u Rumuniji i jednom u Rusiji, u Odesi 1884-1884. U Ugarskoj je zajedno vodio borbu sa Jašom Tomićem i Lazom Nančićem. Prilikom srpskog oslobađanja Drača je u depeši napisao da je srpska konjica zagazila kod Drača u srpsko more i da se tu vojska zaklela da srpsko more neće nikada napustiti.

## Izabrana dela
- Iz tame života : pripovetke i crte. Beograd: Štamp. M. Jovanovića. 1891. OCLC 27606387.
- O Bunjevcima : povesničko-narodopisna rasprava. Subotica: Izdavalačka štamp. D. Petrovića. 1894. OCLC 26970392.
- Иванић, Иван (1899). Буњевци и Шокци у Бачкој, Барањи и Лици (историја, етнографија, култура, друштво, бројно и привредно стање, етничке особине) (PDF). Београд.
- Srbi u Ugarskoj i crkvena unija. Mita Lukić. Beograd: Štamp. Narodne Radikalne Stranke. 1889. OCLC 30566625.
- Иванић, Иван (1902). Из црквене историје Срба у Турској у XVIII и XIX веку. Београд-Нови Сад: Друштво Рад.
- Na Kosovu sa šara po Kosovu na Zvečan : iz putnih beležaka. Beograd: Izd. M. Arsenijevića. 1903. OCLC 27182629.
- На Косову ... Из путних бележака И. Иванића. (On Kosovo... From the travel notes of Ivan Ivanić. 1903. OCLC 560448685.
- Иванић, Иван (1906). Маћедонија и Маћедонци. 1. Београд: Савић и компанија.
- Иванић, Иван (1908). Маћедонија и Маћедонци. 2. Нови Сад: Учитељско деоничарско друштво.
- French, English and German bibliography, concerning Serbia and the Serbs,. London: Gale & Polden, ltd. 1907. OCLC 38782750.
- Geografija, kartografija, granice. (Geography, cartography, borders). Novi Sad: Knjižare Natoševića. 1908. OCLC 249763707.
- Rumuni u Maćedoniji i epiru. Istorija, kultura, statistika = Les Roumains de la Macedoine et l'Epire. Histoire, culture, statistique,. Novi Sad. 1909. OCLC 42392932.
- Srpske manastirske, seoske i varoške škole u Turskoj; Kultura Srpska u staroj Srbiji i Makedoniji od Xv do XX veka. Beograd. 1913—1914. OCLC 41989619.

## Literatura
- Крестић, Василије (1980). Историја српске штампе у Угарској 1791-1914. Нови Сад: Матица српска.
- Milanović, Jasmina (2014). „Mabel Grujić i Delfa Ivanić — dobročiniteljke srpskog naroda” (PDF). Istorija 20. veka. 1: 9—26. Архивирано из оригинала (PDF) 22. 08. 2016. г. Приступљено 06. 09. 2016.

## Spoljašnje veze
- Ivan Ivanić na Srpskoj enciklopediji